# Kanton Amiens-8 (Nord)
Kanton Amiens-8 (Nord) (fr. Canton d'Amiens-8 (Nord)) byl francouzský kanton v departementu Somme v regionu Pikardie. Skládal se ze tří obcí. Zrušen byl po reformě kantonů 2014.

## Obce kantonu
- Allonville
- Amiens (západní část)
- Poulainville